# Valentine Grub
Valentine Grub (* in Dresden; † nach 1902) war eine deutsche Opernsängerin (Sopran).

## Leben
Grub, eine Schülerin von Aglaja Orgeni, erhielt ihr erstes Engagement am Hoftheater in Weimar, wo sie als „Donna Anna“ in Don Giovanni debütierte und drei Jahre verblieb. 1900 trat sie in den Verband des Stadttheaters Bremen ein, wo sie mindestens 1902 verblieb und dort als beliebtes Mitglied des Ensembles galt. Man schätzte ihren dramatischen Vortrag und wusste auch ihrem Spiel Gutes nachzusagen. Sie hatte in Rollen wie Elisabeth in Tannhäuser, Sieglinde in Die Walküre, Eva in Die Meistersinger von Nürnberg, Elsa in Lohengrin, Pamina in Die Zauberflöte etc. wiederholt ihr Können bestätigt.